# Cephalopholis aitha
Cephalopholis aitha är en fiskart som beskrevs av Randall och Heemstra, 1991. Cephalopholis aitha ingår i släktet Cephalopholis och familjen havsabborrfiskar. IUCN kategoriserar arten globalt som otillräckligt studerad. Inga underarter finns listade i Catalogue of Life.